# Programa Novo Milênio

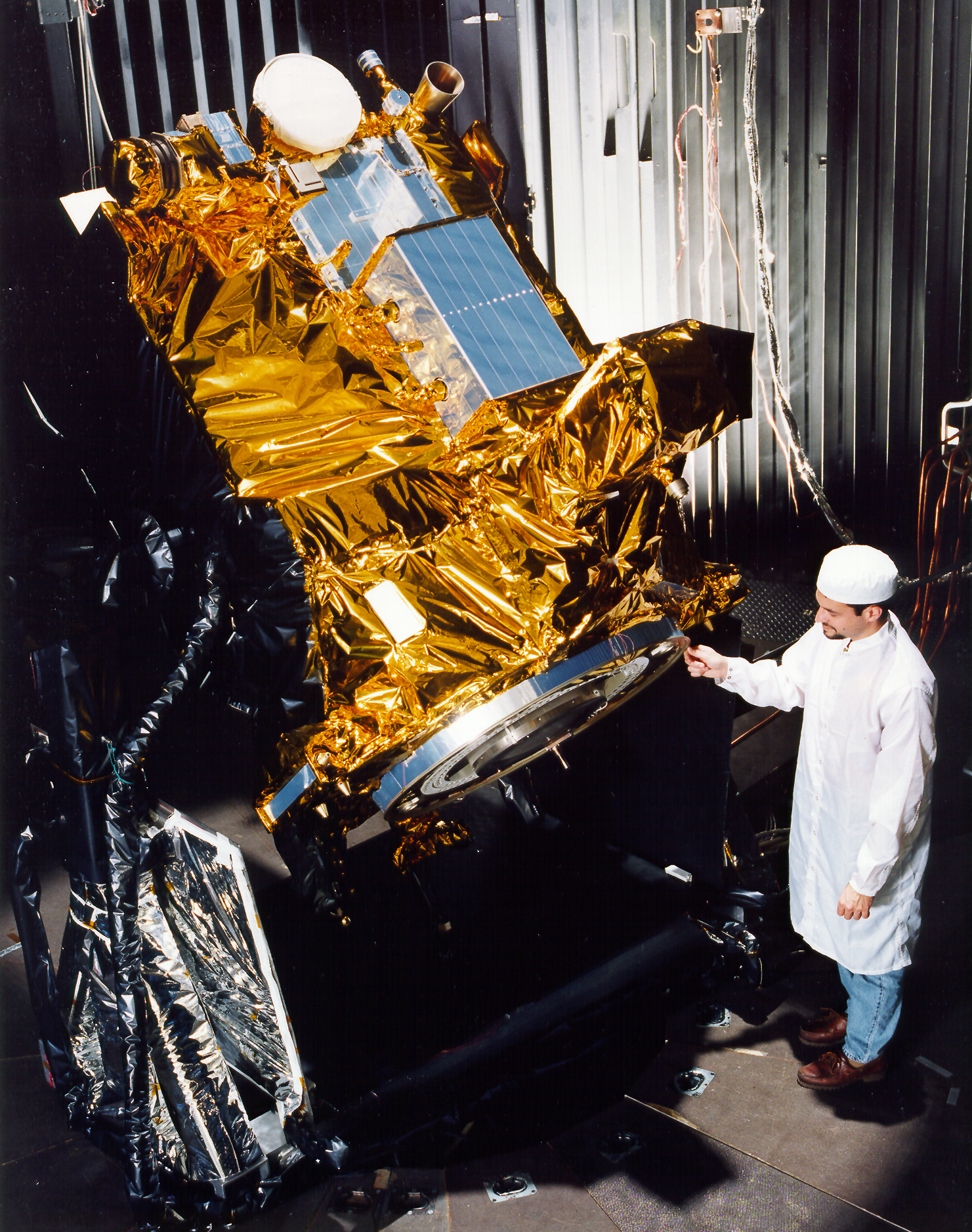
A espaçonave Deep Space 1 totalmente montada em 1998.

O Programa Novo Milênio da NASA (New Millennium program em inglês) - NMP - está focado na utilização de novas tecnologias em aplicações espaciais.

## Missões do Programa Novo Milênio

### Realizadas
- Deep Space 1, missão única de teste de propulsão solar elétrica, operação autônoma etc; a missão obteve sucesso (1998-2001), incluindo encontros com cometas e asteróides;
- Deep Space 2, penetradores da superfície de Marte transportados com o Mars Polar Lander em 1999; falhou;
- Earth Observing-1, lançado em 2000; [1] (ver também Earth Observing System);
- Space Technology 5, conjunto de três satélites para investigação da magnetosfera da Terra; foi lançado em 2006 e obteve sucesso;
- Space Technology 6, foi o "Autonomous Sciencecraft Experiment" (autonomia) a bordo do Earth Observing-1 (ver acima); e o "Inertial Stellar Compass" (navegação) (lançado)

### Canceladas
- Earth Observing-2 – um plano para usar LIDARs baseados no espaço para medir ventos atmosféricos (cancelado em 1998)
- Deep Space 3/Space Technology 3 (StarLight) – deveria ter sido um interferômetro estelar.
- Deep Space 4/Space Technology 4, também conhecido como Champollion, teve seu lançamento planejado para em 2003 orbitar e pousar no cometa Tempel 1 e retornar com uma amostra de material em 2010; foi cancelado em 1999;
- Earth Observing-3, também conhecido como GIFTS (Geostationary Imaging Fourier Transform Spectrometer), para lançamento em 2005-6, foi cancelado em 2008;
- Space Technology 7 – tecnologis de redução de distúrbios para permitir a observação de ondas gravitacionais; originalmente planajado para 2009 no LISA Pathfinder (cancelado)
- Space Technology 8[2] – originalmente planejado para 2009, projetado, desenvolvido e fabricado pela Orbital Sciences Corporation (cancelado)[3]
- Space Technology 9 – uma proposta da NASA relacionada a "veleiros" solares.